# Esilda Villa
Esilda Villa, född 1909, död 1947, var en boliviansk jurist. Hon blev 1928 landets första kvinnliga advokat. 